# Ted McCord
Ted McCord (* 2. August 1900 in Sullivan County, Indiana; † 19. Januar 1976 in Glendale, Kalifornien) war ein US-amerikanischer Kameramann.

## Leben
Ted McCord kam schon als sehr junger Mann zum Film, wurde Kameraassistent und konnte ab 1923 als verantwortlicher Chefkameramann arbeiten. Die bis zu seiner Einberufung in die US Army während des Zweiten Weltkriegs von ihm fotografierten Filme hatten keine nennenswerte künstlerische Bedeutung. Den Militärdienst leistete McCord als Armeefotograf ab. Als einer der Höhepunkte in McCords Tätigkeit nach dem Ende des Zweiten Weltkriegs gilt Der Schatz der Sierra Madre unter der Regie von John Huston. Eine längerfristige Zusammenarbeit verband McCord mit dem Regisseur Michael Curtiz, für den er elf Filme fotografierte. Nominierungen für den Oscar für die beste Kamera erhielt McCord für Schweigende Lippen, Spiel zu zweit und Meine Lieder – meine Träume. Sein Schaffen umfasst mehr als 160 Film- und Fernsehproduktionen.

## Filmografie (Auswahl)
- 1921: Sacred and Profane Love
- 1924: Die mit Seelen Handel treiben (For Sale)
- 1924: Ihr Junge (So Big)
- 1924: Flirting with Love
- 1925: Wir Modernen (We Moderns)
- 1927: Kampf im Tal der Riesen (The Valley of the Giants)
- 1928: Die Schlucht der Abenteuer (The Canyon of Adventure)
- 1929: Der Karawanenführer von Oklahoma (The Wagon Master)
- 1930: Der Heldenritt im wilden Westen (Lucky Larkin)
- 1931: Tom Keene, der König der Steppe (Freighters of Destiny)
- 1933: Abrechnung in Sonora (Somewhere in Sonora)
- 1934: Gefährliche Grenze (Fugitive Road)
- 1940: Der Familientyrann (Father is a Prince)
- 1943: Einsatz im Nordatlantik (Action in the North Atlantic)
- 1947: Der Schatz der Sierra Madre (The Treasure of the Sierra Madre)
- 1947: Das tiefe Tal (Deep Valley)
- 1948: Schweigende Lippen (Johnny Belinda)
- 1948: Die Braut des Monats (June Bride)
- 1949: Die Straße der Erfolgreichen (Flamingo Road)
- 1949: Glück in Seenot (The Lady Takes a Sailor)
- 1950: Der Mann ihrer Träume (Young Man with a Horn)
- 1950: Im Solde des Satans (The Damned Don’t Cry)
- 1950: Herr der rauhen Berge (Rocky Mountain)
- 1950: Menschenschmuggel (The Breaking Point)
- 1951: Goodbye, My Fancy
- 1951: In all meinen Träumen bist Du (I’ll See You in My Dreams)
- 1951: Keinen Groschen für die Ewigkeit (Force of Arms)
- 1952: Gauner mit weißer Weste (Stop, Your’re Killing Me)
- 1952: Der tote Zeuge (Operation Secret)
- 1952: This Woman is Dangerous
- 1955: Man soll nicht mit der Liebe spielen (Young at Heart)
- 1955: Jenseits von Eden (East of Eden)
- 1955: Gegen alle Gewalten (I Died a Thousand Times)
- 1956: Horizont in Flammen (The Burning Hills)
- 1956: Playboy – Marsch, marsch! (The Girl He Left Behind)
- 1957: Ein Leben im Rausch (The Helen Morgan Story)
- 1958: Der Galgenbaum (The Hanging Tree)
- 1958: Der stolze Rebell (The Proud Rebel)
- 1960: Abenteuer am Mississippi (The Adventures of Huckleberry Finn)
- 1961: Hinter feindlichen Linien (War Hunt)
- 1961: Insel der Gewalt (The Land We Love)
- 1962: Spiel zu zweit (Two for the Seesaw)
- 1964: Meine Lieder – meine Träume (The Sound of Music)
- 1966: Simson ist nicht zu schlagen (A Fine Madness)